# Pinacoteca Nazionale di Siena

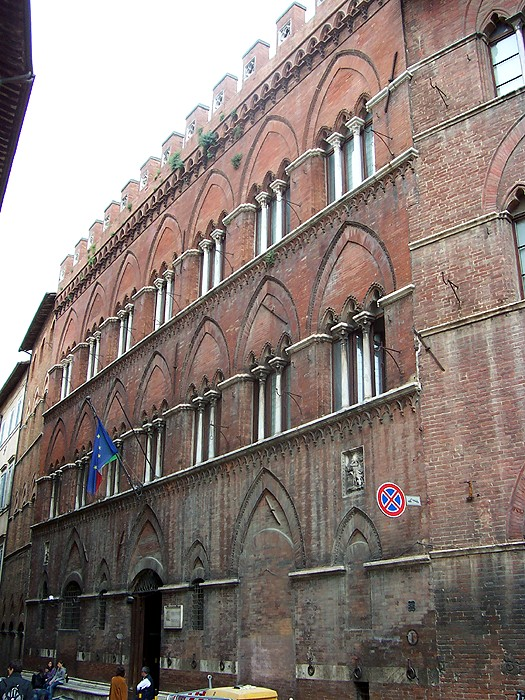
Pinacoteca Nazionale - Siena

De Pinacoteca Nazionale di Siena is een van de belangrijkste Italiaanse musea, vooral vanwege de uitgebreide collectie 'gouden achtergrond'-schilderijen uit de veertiende en vijftiende eeuw in Siena. Het museum geeft een overzicht van de Sienese schilderkunst van Duccio di Buoninsegna naar Pietro en Ambrogio Lorenzetti, van Simone Martini tot Sassetta, van Francesco di Giorgio tot Matteo di Giovanni en verder tot Sodoma en Domenico Beccafumi. Het biedt dus een overzicht van de ontwikkeling van de Sienese kunst van de 13e tot de 17e eeuw.

## Geschiedenis

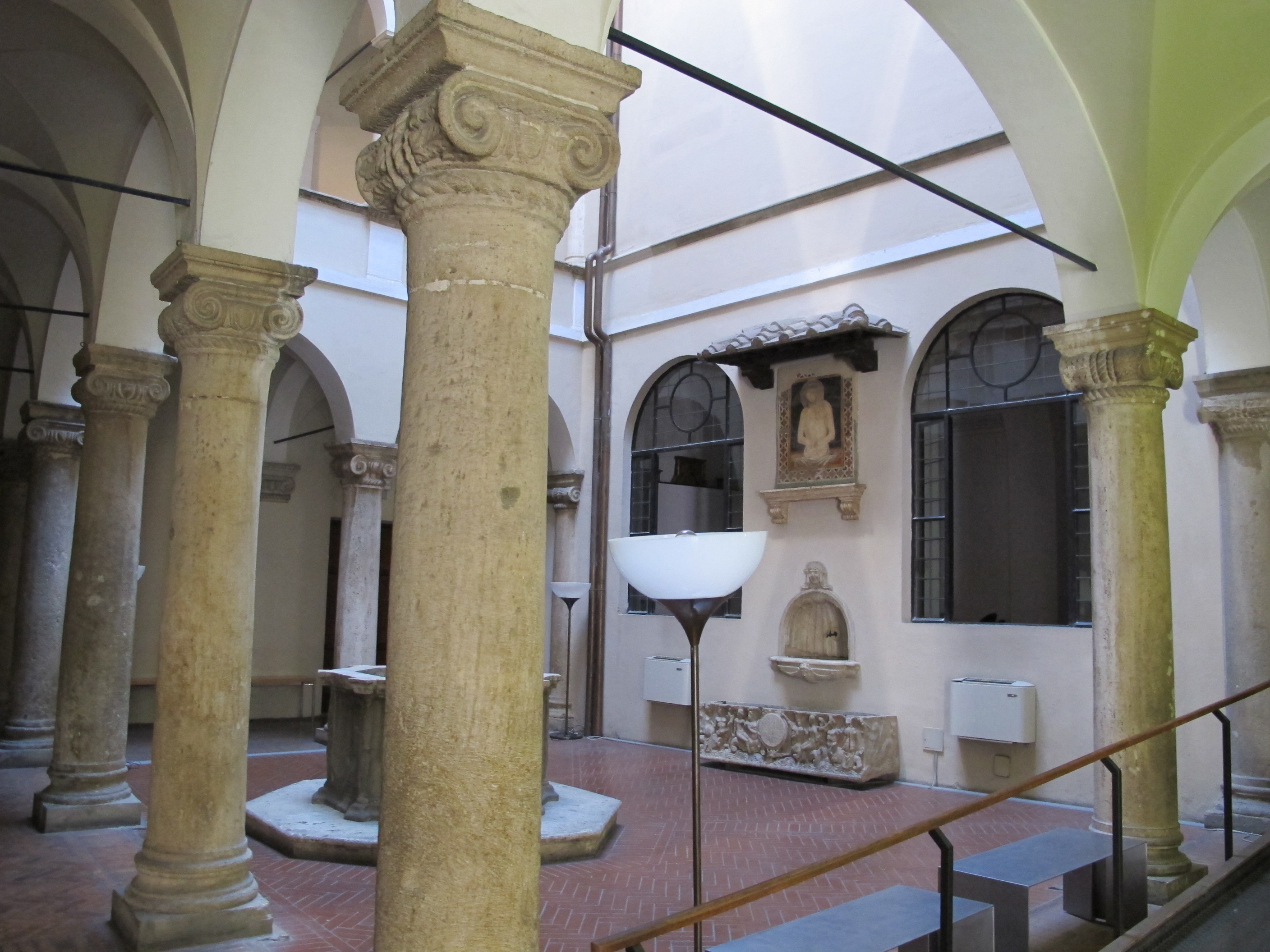
Pinacoteca Nazionale – Siena, Binnenplaats

De oorspronkelijke kern van de verzameling bestond uit de verzameling van de abten Giuseppe Ciaccheri en Luigi de Angelis, die tussen 1750 en 1810 werken van de belangrijkste Sienese schilders verzamelden. De collectie werd uitgebreid door schenkingen, onder meer de volledige verzameling van het gasthuis van Santa Maria della Scala en de Spannocchi-Piccolomini collectie in 1835. Deze verzameling was grotendeels afkomstig van de verzameling van Gonzaga van Mantua. De verzameling was oorspronkelijk eigendom van de Accademia di belle arti di Siena die op 26 september 1816 werd opgericht door Giovanni Bianchi. In de negentiende eeuw kwam de verzameling in het bezit van de stad Siena en in 1864 werd ze overgedragen aan de provincie Siena die de naam wijzigde in Galleria Provinciale delle belle arti. In 1932 werd de verzameling ondergebracht in de palazzi Buonsignori en Brigidi onder de naam Regia Pinacoteca di Siena die daarna werd gewijzigd in Pinacoteca Nazionale di Siena. Cesare Brandi publiceerde in 1933 een eerste wetenschappelijke catalogus.
Het Palazzo Brigidi werd gebouwd in de 14e eeuw en was de residentie van de familie Pannocchieschi. Het Palazzo Buonsignori stamt uit de 15e eeuw en heeft een voorgevel die geïnspireerd is op het Palazzo Pubblico. Het werd grondig gerestaureerd in de tweede helft van de 19e eeuw. Dit palazzo werd op 4 maart 1915 door Niccolò Bonobligo aan de provincie geschonken om er een museum of pinacotheek in onder te brengen.

## Overzicht

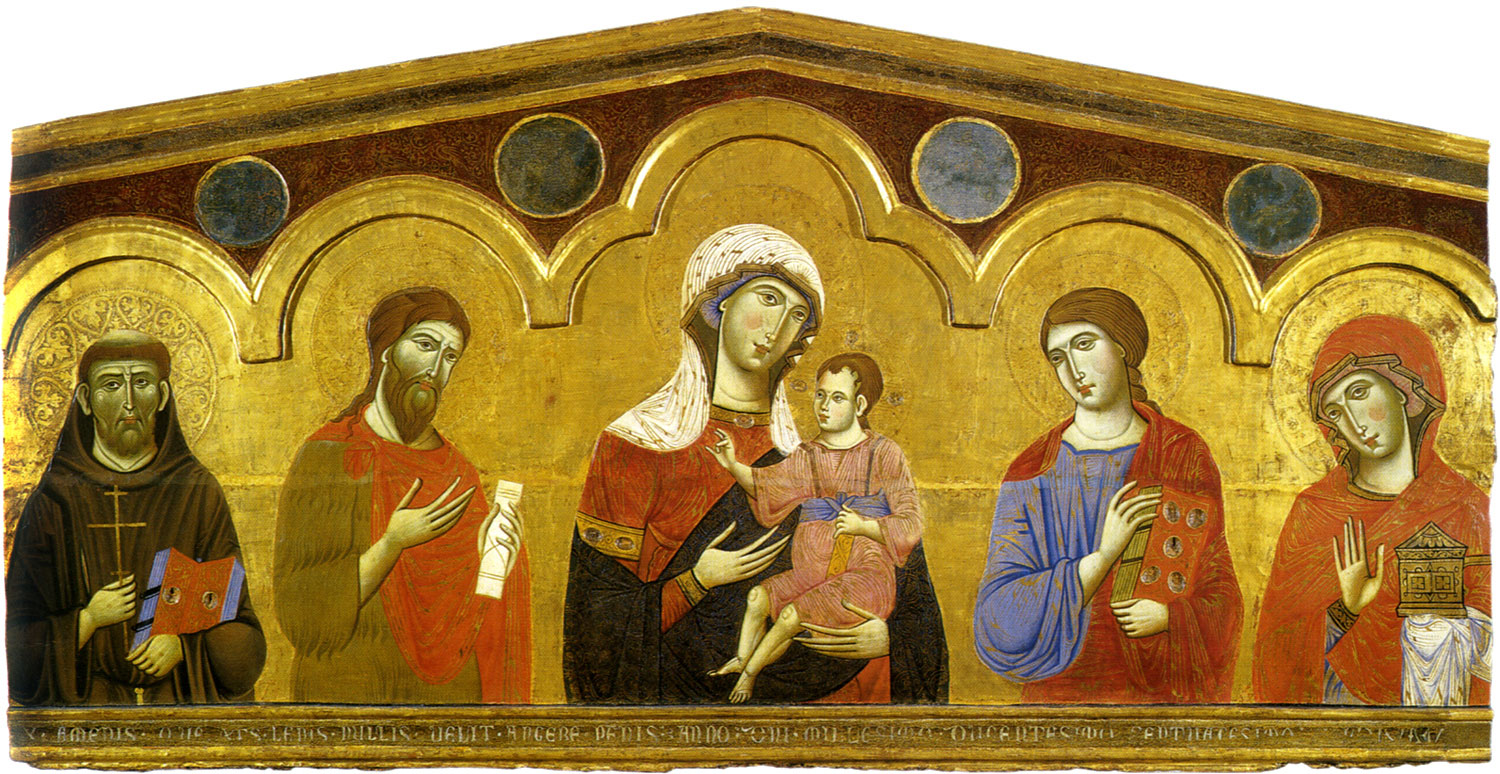
Retabel van Guido da Siena, ca. 1270, Pinacoteca Nazionale - Siena

Het bezoek aan de pinacotheek begint op het tweede verdiep van het gebouw waar de werken vanaf de Sienese primitieven van het einde van de 12e en de 13e eeuw tot de schilders uit eerste helft van de 15e eeuw zijn ondergebracht. Op de eerste verdieping zijn de werken van de maniëristische meesters uit de tweede helft van de 15e eeuw en de werken uit de 16e en 17e eeuw ondergebracht. Op de derde verdieping vindt men de werken uit de Spannocchi-Piccolomini collectie met een uitgebreide verzameling van schilderijen die ontstonden in Noord-Italië en een aantal werken van Vlaamse, Hollandse en Duitse meesters.

### Tweede verdiep
- Zaal 1 en 2: In deze zalen vindt men romaanse werken van het einde van de 12e eeuw tot het einde van de 13e eeuw. In de eerste zaal vindt men onder meer een kruisiging van het einde van de 12e eeuw uit de chiesa di San Pietro in Villore in San Giovanni d'Asso en een kruisiging gedateerd op 1215. Daarnaast is er een antependium van de Verlosser van de meester van Tressa, een retabel van de hand van Guido van Siena. In zaal 2 vindt men een aantal werken van Guido van Siena, van Dietisalvi di Speme, en Guido di Graziano.

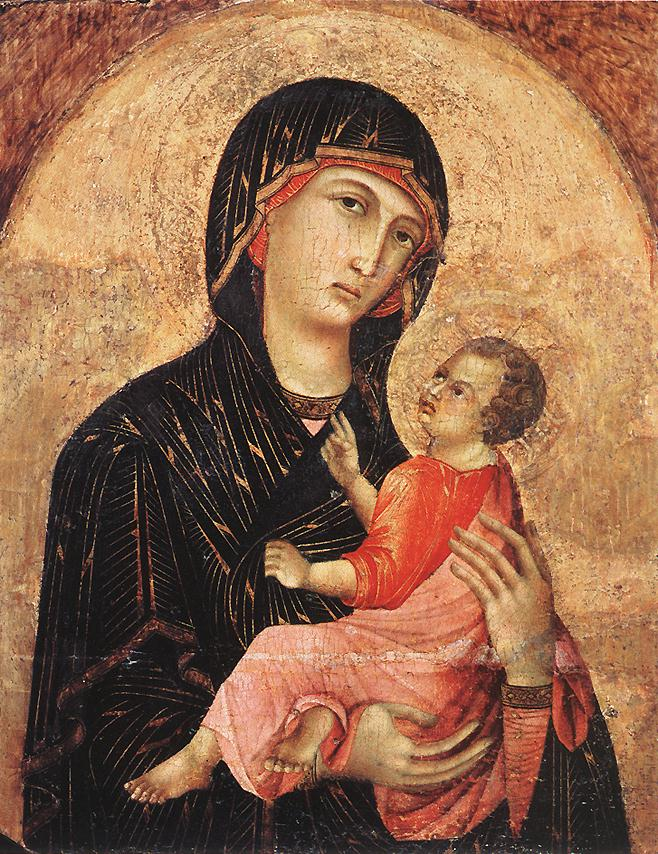
Duccio di Buoninsegna - Madonna met Kind, Pinacoteca Nazionale - Siena

- Zaal 3 en 4 toont werken van Duccio di Buoninsegna en volgelingen van die meester, die het hoge niveau van de Siënese school illustreren. Naast de werken van Duccio vindt men hier ook schilderijen van de Meester van Badia a Isola en van Ugolino di Nerio, beiden leerlingen van Duccio.  Er hangt ook een kruisiging van Segna di Bonaventura, een werk van Niccolò di Segna diens zoon en een getroonde Madonna van  de Meester van Città di Castello.
- Zaal 5 en 6 tonen werk van Simone Martini en zijn volgers zoals Lippo Memmi, Maestro di Palazzo Venezia, Naddo Ceccarelli. Zaal 6 vinden we werken van volgers van Simone zoals Luca di Tommè, Niccolò di ser Sozzo en Bartolo di Fredi.
- Zaal 7 toont de werken van Pietro Lorenzetti en vooral van zijn broer Ambrogio Lorenzetti. Daarnaast worden er werken getoond van Paolo di Giovanni Fei, Taddeo di Bartolo en  Bartolomeo Bulgarini.
- In zaal 8 en 9 vinden we de werken van de kunstenaars die actief waren na de pestepidemie van 1348 tot het begin van de 15e eeuw met werken van onder meer Andrea di Vanni.

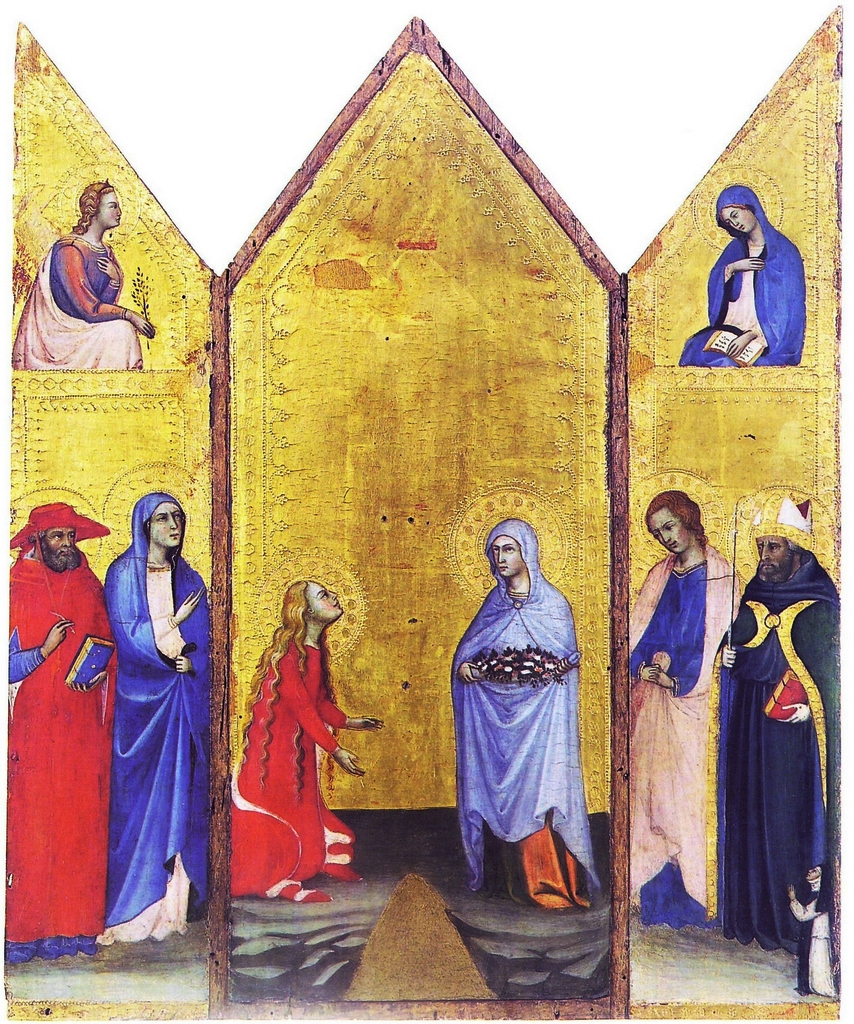
Andrea di Bartolo, Kruisiging en heiligen, Pinacoteca Nazionale - Siena

- Zaal 10 en 11 zijn gewijd aan. Taddeo di Bartolo en Andrea di Bartolo, schilders in de overgang tussen de 14e-eeuwse Sienese kunst en de vroege renaissance.
- In zaal 12, 13, 14 en 15 vinden we de werken uit het begin van de 15e eeuw. In zaal 12 en 13 vooral van Giovanni di Paolo en van Stefano di Giovanni ook il Sassetta genoemd schilders uit de Sienese renaissance. Zaal 14 en 15 tonen dan weer werken uit de periode van de hoogrenaissance van meesters zoals Francesco di Giorgio, Matteo di Giovanni, Neroccio di Bartolomeo, Andrea di Niccolò  en Girolamo di Benvenuto. In een gang naar zaal 16 zijn twee predella’s van de Meester van de Osservanza te bewonderen.

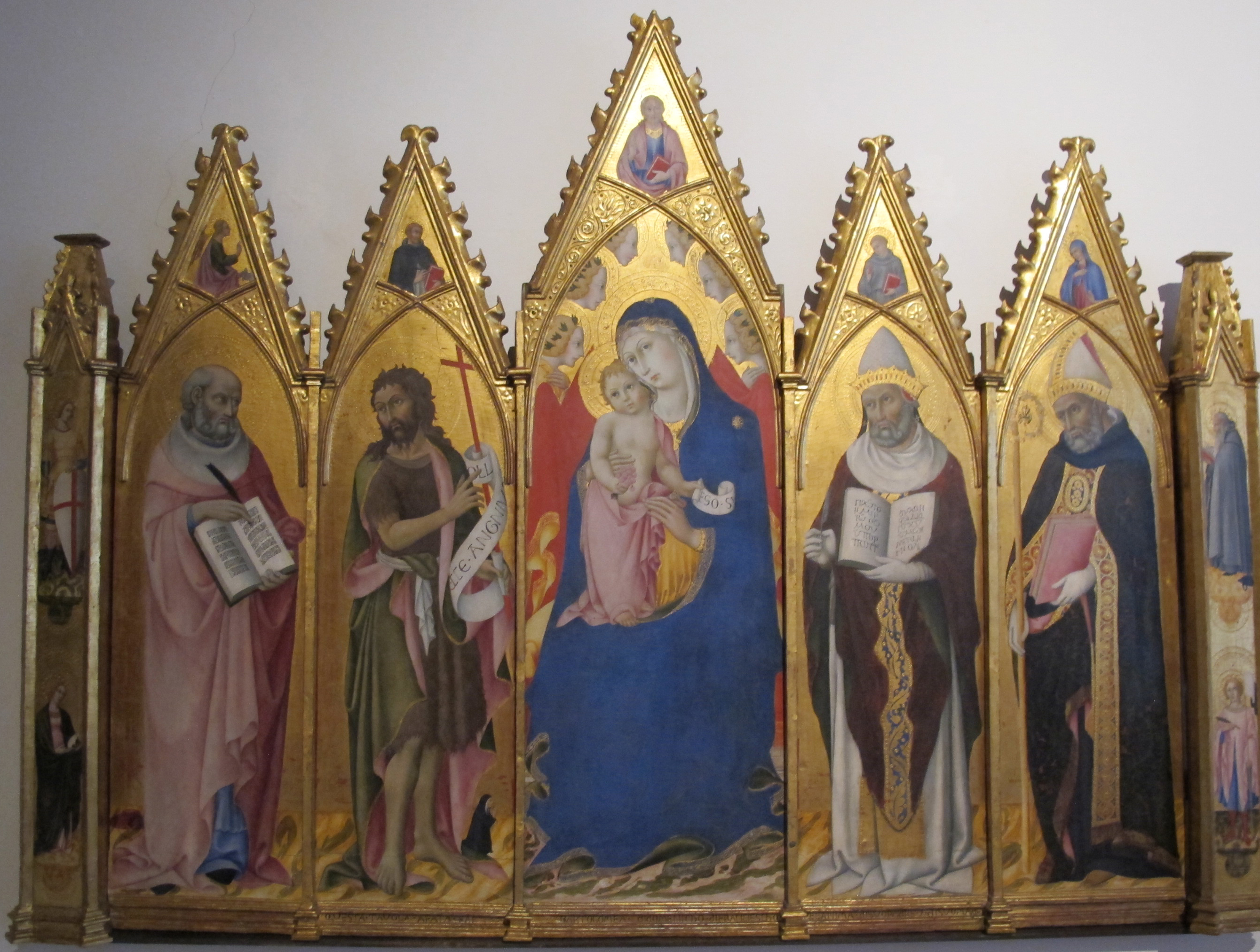
Sano di pietro, getroonde Madonna met engelen en heiligen, Pinacoteca Nazionale - Siena

- Zaal 16 en 17 zijn bijna volledig gewijd aan het werk van Sano di Pietro.
- In zaal 18 wordt werk getoond van Domenico di Bartolo en zaal 19 bevat werken van Vechietta, Francesco di Giorgio, Benvenuto di Giovanni en van Girolamo di Benvenuto, schilders die actief waren tussen het einde van de 16e eeuw tot het eerste kwart van de 17e.

#### Lijst van werken
- Andrea di Bartolo: San Matteo, San Galgano, Madonna in trono con Bambino e Santi
- Margerito d’Arezzo: San Francesco d’Assisi
- Meester van Badia a Isola: Madonna col Bambino
- Bartolo di Fredi: Adorazione dei Magi
- Domenico di Bartolo: Madonna dell’Umiltà 1433
- Duccio di Buoninsegna: Madonna dei Francescini (1290), Polittico n. 28

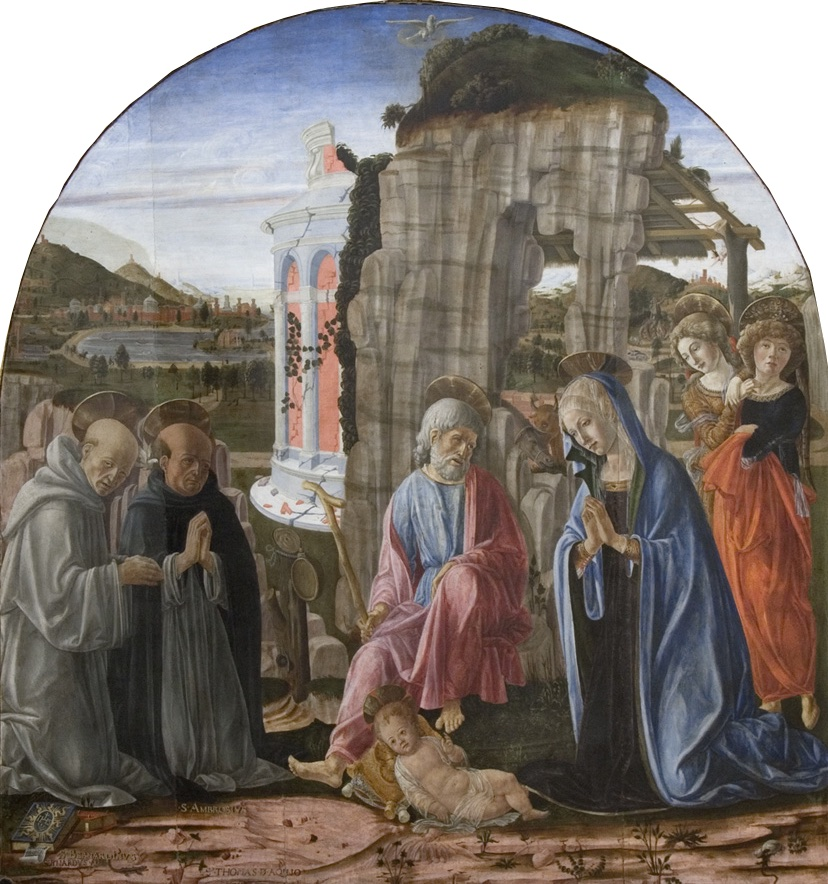
Francesco di Giorgio, Geboorte van Christus met de HH. Bernardus en Thomas van Aquino, Pinacoteca Nazionale - Siena

- Francesco di Giorgio: Incoronazione della Vergine (ca. 1474), Natività con i santi Bernardo e Tommaso d’Aquino (1475)
- Giovanni di Paolo: Assunzione della Vergine (1475), Giudizio Universale, Cielo, e Inferno (1465), Madonna dell’Umiltà (1435)
- Guidoccio Cozzarelli: Santa Caterina da Siena e Gesù, Madonna col Bambino, Angeli e Santi, San Sebastiano und Santa Caterina d’Alessandria
- Guido van Siena: Crocefissione (ca. 1275), Entrata in Gerusalemme, Ressurrezione de Lazzaro
- Guido di Graziano: San Francesco e otto storie della sua vita
- Ambrogio Lorenzetti: Polittico di Santa Petronilla, Madonna col Bambino (beiden ca. 1340)
- Pietro Lorenzetti: Pala del Carmine
- Matteo di Giovanni: meerdere Madonna col Bambino
- Lippo Memmi: San Ludovico di Tolosa e San Francesco
- Memmo di Filipuccio: Madonna della Misericordia (samen met Simone Martini)

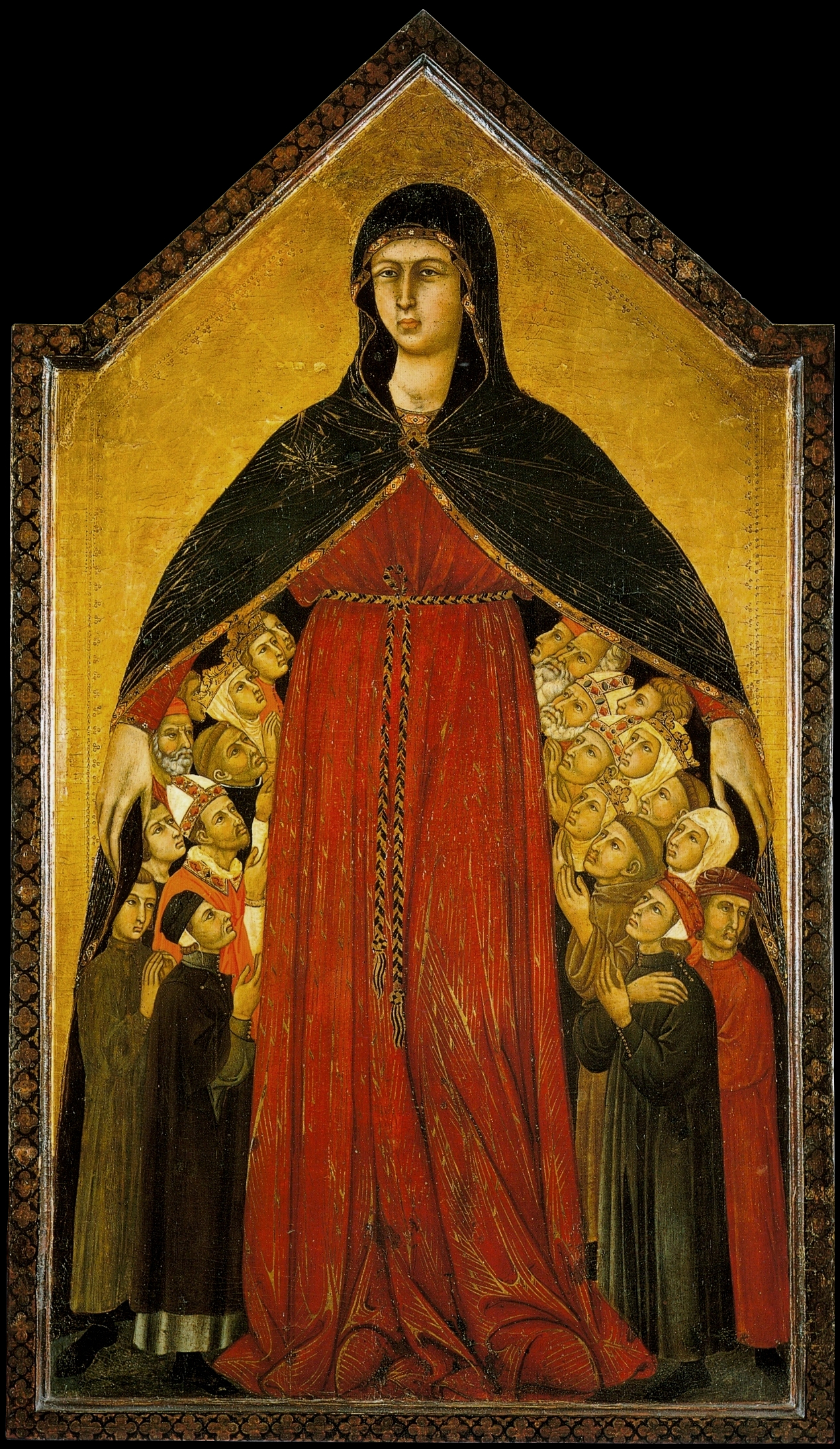
Simone Martini en Lippo Memmi. Madonna della Misericordia. 1308-10, Pinacoteca Nazionale - Siena

- Simone Martini: Beato Agostino Novello e i suoi miracoli, Croce dipinta, Madonna col Bambino n. 583
- Jacopo di Mino del Pellicciaio: Crocifissione con San Francesco, Incoronazione di Santa Caterina d’Alessandria e santi
- Neri di Bicci: Madonna col Bambino in trono fra le Sante Cecilia, Anna, Maria Maddalena e Caterina d’Alessandria, (1482)
- Neroccio di Bartholomeo di Benedetto de’ Landi: Madonna col bambino
- Meester van de Osservanza: San Girolamo nel deserto, Arresto di San Bartolomeo
- Sano di Pietro: Madonna col Bambino, angeli e santi (1444), San Girolamo nel deserto
- Segna di Bonaventura: San Romualdo
- Stefano di Giovanni Sassetta: Profeti Elia e Eliseo, Una città sul mare
- Spinello Aretino: Incoronazione e morte della vergine (1384)
- Meester van Tressa: Il Redentore benedicente tra i simboli degli evangelisti e sei storie della Vera Croce (ca. 1215)
- Taddeo di Bartolo: San Pietro martire
- Ugolino di Nerio: Crocifissione con San Francesco, Crocifissione di Cristo, Polittico della Madonna con Bambino e Santi
- Andrea di Vanni: Crocifissione e profeti (ca. 1396)
- Lippo Vanni: Madonna annunciata
- Vecchietta (Lorenzo di Pietro): Scene della passione

### Eerste verdiep

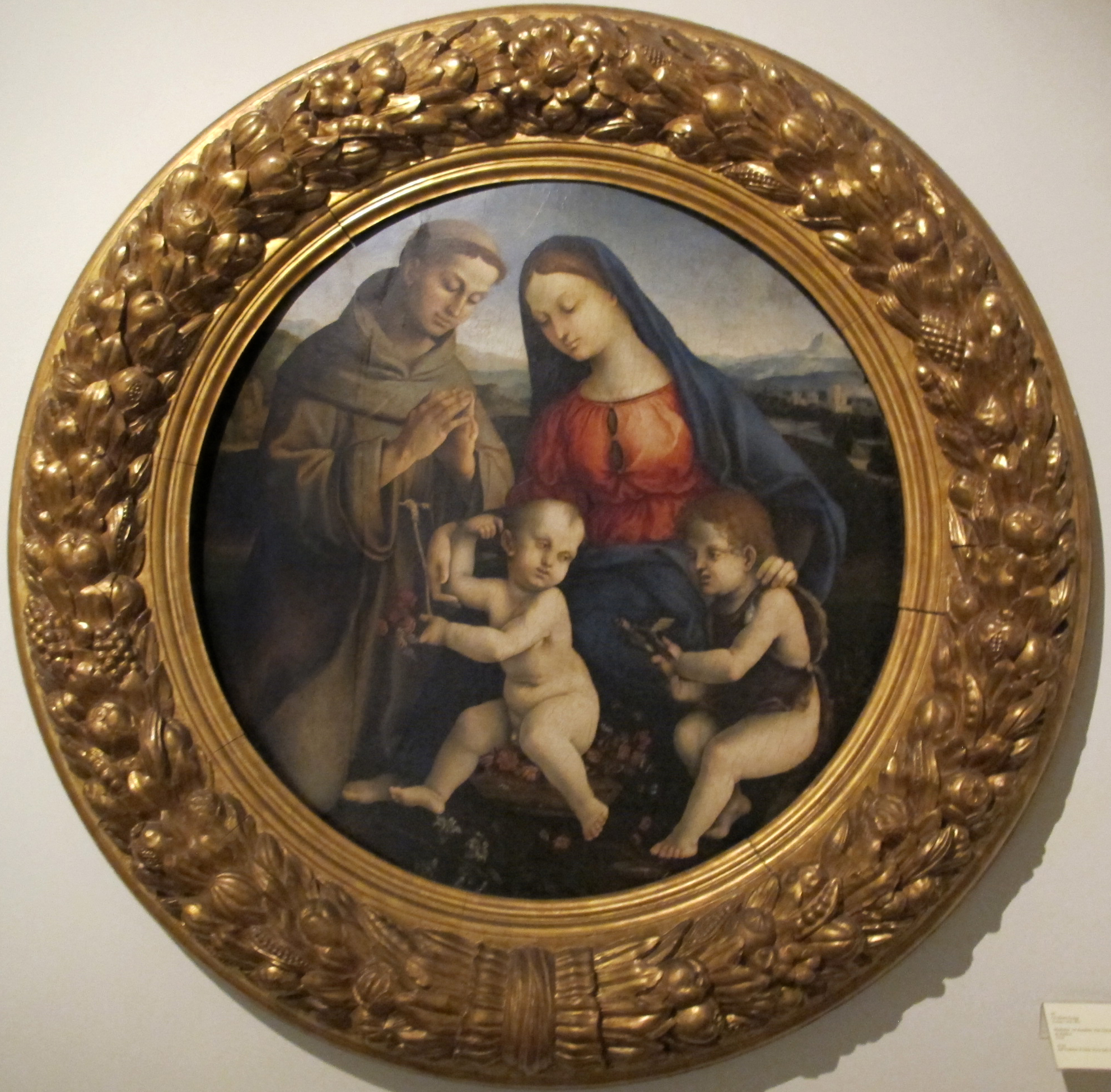
Girolamo genga, Madonna met Kind, Johannes de Doper en Antonius van Padua, Pinacoteca Nazionale - Siena

Het bezoek van het museum gaat verder op het eerste verdiep waar de werken van Sienese schilders uit de 16e en de 17e eeuw getoond worden. De zalen 20 tot 22 tonen werken van kunstenaars uit centraal en Zuid-Italië.

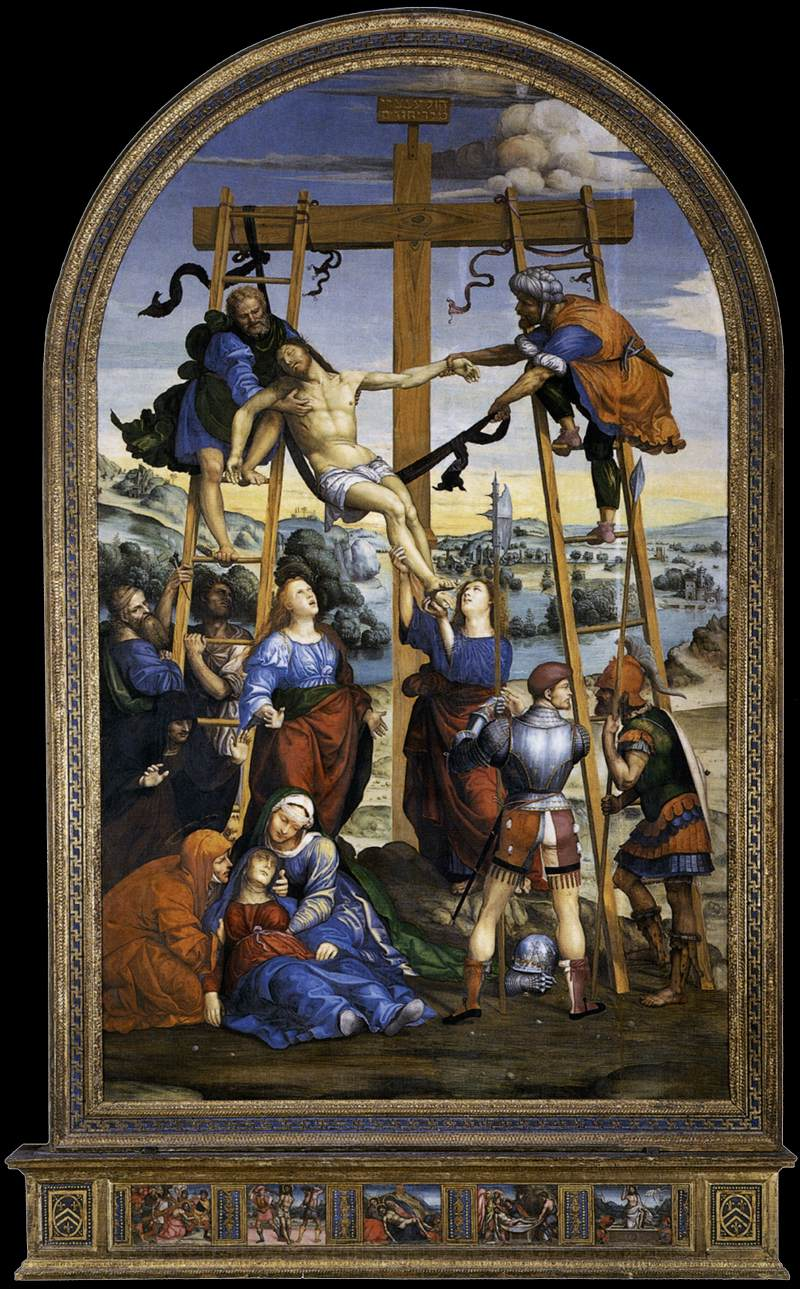
Sodoma, Kruisafname, Pinacoteca Nazionale - Siena

- In zaal 23 vindt men nog werken uit de tweede helft van de 15e eeuw van de hand van onder meer Pietro di Francesco Orioli, Bernardino Fungai, Giacomo Pacchiarotti en twee fresco’s van Girolamo Genga. Men vindt er ook het beroemde tondo van Pinturicchio met de Heilige Familie met Johannes.
- Zaal 25 toont ook Sienees werk uit de 17e eeuw van kunstenaars als Rutilio Manetti, Francesco Vanni, Alessandro Casolani en Vincenzo Rustici.
- De zalen 27 tot 30 tonen werken van Il Sodoma, Domenico Beccafumi, Brescianino, Marco Pino en Giorgio di Giovanni. In zaal 30 zijn ook de kartons tentoongesteld met de ontwerpen voor de vloer van de dom van Siena  van Beccafumi.
- Zaal 31 -32. Zaal 31 toont werken uit het laatste deel van de 16e eeuw van onder meer Girolamo del Pacchia en zaal 32 is nog gewijd aan het werk van Sodoma.
- In zaal 26, met een loggia waarvan men een mooi zicht heeft over Siena, zijn beeldhouwwerken opgesteld.

#### Lijst van werken

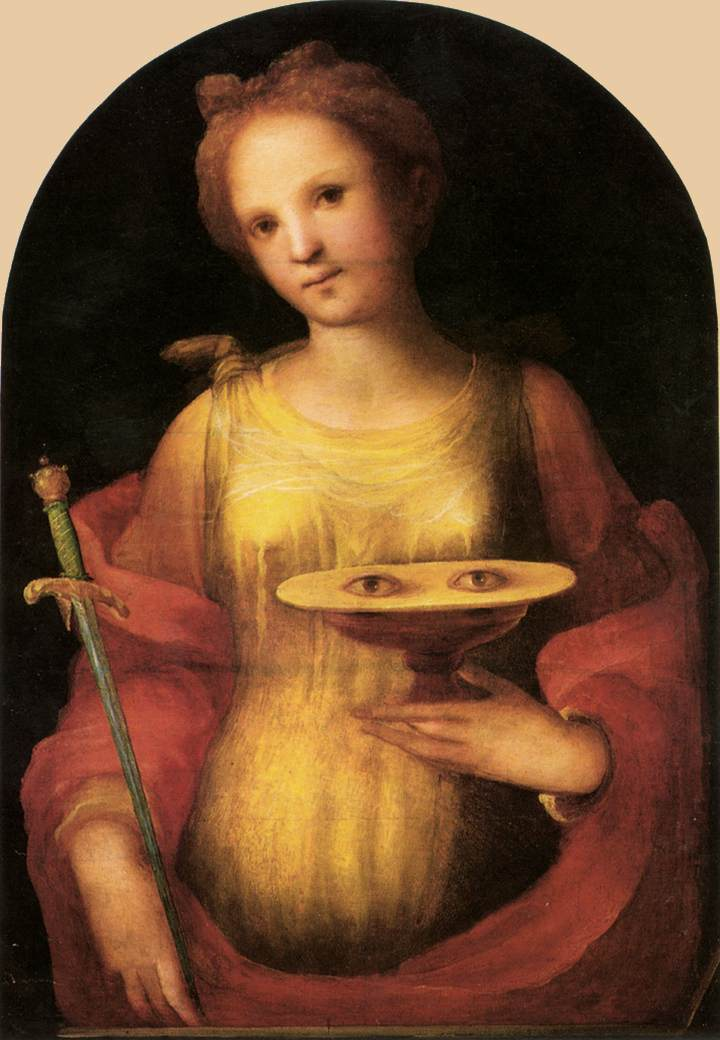
Domenico Beccafumi, de heilige Lucia, Pinacoteca Nazionale - Siena

- Domenico Beccafumi: Discesa di Cristo al Limbo (1530–1535), Santa Caterina da Siena riceve le stimmate fra i santi Benedetto e Gerolamo (ca. 1515), Santa Lucia (1521), San Michele scaccia gli angeli ribelli (ca. 1524)
- Girolamo del Pacchia: Annunciazione e Visitazione (1518), Sacra famiglia con Santa Caterina da Siena
- Sebastiano Folli: La Madonna ed il Bambino appaiono a San Savino (1612)
- Girolamo Genga: Fuga di Enea da Troia (1508/09)
- Rutilio Manetti: Trionfo di David
- Bernardino Mei: Papa Alessandro III. Bandinelli

- Pietro di Francesco Orioli: Adorazione dei Pastori con San Giovanni Battista, Ascensione di Cristo en Visitazione della Madonna e Santi
- Giacomo Pacchiarotti Carità, Fortezza, Giustizia
- Astolfo Petrazzi: Suonatrice di liuto
- Pinturicchio: Sacra Famiglia con San Giovannino
- Ventura Salimbeni: Madonna del Madrigale
- Sodoma: Cristo alla colonna, Deposizione dalla croce (ca. 1510)
- Francesco Vanni: L’Immacolata e Dio Padre, Il tributo
- Raffaello Vanni: Decapitazione di San Paolo

### Derde verdiep
Op de derde verdieping wordt de collectie Spannocchi-Piccolomini bijna volledig tentoongesteld. Deze collectie bevat onder meer Er zijn een Heilige Hiëronymus van Albrecht Dürer, een Geboorte van Christus door Lorenzo Lotto, een kleine Toren van Babel van de Vlaamse school uit de 16e eeuw, een Annunciatie door Paris Bordone, vier kopieën op koper van de Triomfen van Caesar door Andrea Mantegna, een Veldslag door Pieter Snayers, een Heilige Hiëronymus in zijn studie van Hendrik van Steenwijk de Oudere, Bernardino Campi portretteert Sofonisba Anguissola geschilderd door Sofonisba Anguissola, een Portret van een jonge man door Giovanni Battista Moroni, een Madonna met Kind en schenkers door Romanino, een Heilige Franciscus door Bernardo Strozzi, een Heilige Catharina door Sodoma, Putti met een wapenschild door Bartolomeo di David en Europa en de stier door Alessandro Varotari.
In de trapzaal hangt de serie van Johann König: l’Alba, il Giorno, il Tramonto e la Notte (ochtend, dag, avond en nacht).

## Weblinks
- Pinacoteca Nazionale di Siena, Commune di Siena 2010 ; omstandige beschrijving met veel afbeeldingen.
- Visita alla Pinacoteca Nazionale di Siena op discover Tuscany ;  met verschillende afbeeldingen.
- Pinacoteca Nazionale di Siena, le opere delle collezioni.
- Pinacoteca Nazionale a Siena: le 10 più belle opere d'arte.
- Siena – Pinacoteca Nazionale.

- Bibliothèque nationale de France: cb118669105 (data)
- Catàleg d'autoritats de noms i títols de Catalunya: 981058518151006706
- CiNii: DA02453265
- Gemeinsame Normdatei: 812715-3
- International Standard Name Identifier: 0000 0001 2314 6430
- Library of Congress Control Number: n50067828
- Nationale bibliotheek van Australië: 36144954
- Nationale Bibliotheek van Israël: 987007266547505171
- Système universitaire de documentation: 10947628X
- Union List of Artist Names: 500308996
- Virtual International Authority File: 126190178